# Hans Müller-Einigen
Hans Müller (-Einigen) (Brno, 25 d'octubre de 1882 - Einigen, 8 de març de 1950) fou un escriptor austríac en alemany nascut a Brno, autor de guions i director. Com el seu nom propi, Hans Müller, era bastant comú, hi va afegir el nom de la localitat suïssa d'Einigen.
Va escriure els llibrets per a les òperes d'Erich Wolfgang Korngold Violanta (1916) i Das Wunder der Heliane (1927)